# Нараевка (Ивано-Франковская область)
Нараевка (укр. Нараївка) — село в Большовцевской поселковой общине Ивано-Франковского района Ивано-Франковской области Украины.
Население по переписи 2001 года составляло 564 человека. Занимает площадь 9,3 км². Почтовый индекс — 77191. Телефонный код — 03431.

## История
В 1946 году указом ПВС УССР село Гербутов переименовано в Нараевку.